# 캄발 시레나
《캄발 시레나》(타갈로그어: Kambal Sirena)는 2014년 방영된 필리핀의 드라마이다.